# Folk i Nordvietnam
Folk i Nordvietnam er en dansk dokumentarfilm fra 1973, der er instrueret af Vagn Søndergård.

## Handling
Filmen er optaget under De Danske Vietnamkomitéers studiebesøg i Vietnam, marts 1972. Den er en reportage, der skildrer vietnamesernes hverdag under kampen mod den amerikanske imperialisme og den socialistiske stats opbygning. Filmen har afsnit om undervisning, kunstnerisk aktivitet, forsvarsteknik og en dokumentarisk redegørelse for USA's krigsforbrydelser.